# Jurij Starosolski
Jurij Starosolski, ukr. Юрій Старосольський (ur. 28 lutego 1907 we Lwowie, zm. 21 października 1991 w Silver Spring pod Waszyngtonem) – ukraiński działacz społeczny, prawnik, działacz Płastu, członek Ukraińskiej Organizacji Wojskowej (UWO).

## Życiorys
Był synem Wołodymyra Starosolskiego i Darii Szuchewycz. W 1931 ukończył studia na Wydziale Prawa Uniwersytetu Jana Kazimierza we Lwowie. Pracował w kancelarii ojca. Jednocześnie działał w Płaście. W 1940 obronił doktorat z prawa kryminalnego procesowego na Wolnym Uniwersytecie Ukraińskim w Pradze. Po II wojnie światowej udał się na emigrację do Niemiec i osiadł w Monachium. Profesor prawa Wolnego Uniwersytetu Ukraińskiego w Monachium, wykładowca prawa kryminalnego i prawa kryminalnego procesowego. W 1949 emigrował do Stanów Zjednoczonych. Po utworzeniu w 1963 Ukraińskiego Uniwersytetu Katolickiego w Rzymie wykładowca tego uniwersytetu. Od 1949 członek Towarzystwa Naukowego im. Szewczenki. Od 1972 ogólnoświatowy przewodniczący Płastu.
W latach 1936–1939 był współredaktorem młodzieżowej gazety „Na slidi”, w latach 1942–1945 redaktorem gazety „Doroha” wydawanej w Pradze.
Autor monografii: Basic Principles of Soviet Criminal Law (1950), The Principle of Analogy in Criminal Law: an Aspect of Soviet Legal Thinking (1955), Догма про володіння права (1955), Природа міжнародного злочину (1963), książki Велика гра (1948), szeregu artykułów z dziedziny prawa w „Encyklopedii ukrainoznawstwa” i licznych tekstów w publikacjach Płasta.
Pochowany na cmentarzu South Bound Brook w Bound Brook, New Jersey.